# 内华达州议会
内华达议会（英語：Nevada Legislature）为美国内华达州的兩院制立法机关，总共有63名议员。该议会的上议院为内华达参议院，有21名议员。而其下议院为内华达众议院，有42名议员。内华达州议会是美国规模第三小的两院制州议会，其规模仅大于阿拉斯加州议会（60名议员）与特拉华州议会（62名议员）。到了2019年时，内华达州议会成为了美国历史上第一个女性议员占多数的州议会。截至2022年，内华达州议会的参众两院皆被民主党所掌控。在2022年的选举中，民主党赢得了众议院的绝对多数席位，并赢得了参议院全部21个席位中的13个，成功占据了整个内华达州议会61.9%的席位。

## 设立
内华达议会的设立可追溯至1861年内华达领地成立之时。该议会在卡森城外举行了第一次会议，并在会议中正式确立了该州最初的9个县。
根据1864年颁布的《内华达州宪法》，内华达州正式成立，同时规定内华达州议会为该州的立法机构。议会的职责包括在每十年一度的普查后决定州议会参众议员的数量，并对其选区进行划分，同时还规定州议员的总数不得超过七十五位。此外宪法还规定州参议员数量不得少于州众议员数量的三分之一，但不得超过州众议员数量的二分之一。
内华达州议会在2010年人口普查后推出的州议会选区划分方式遭州长推翻，而议会最终未能推翻州长的否决权。最终，内华达州议会的选区划分由州地方法院负责。在此次选区划分中，所有的州参议院选区均由两个相邻的州众议院选区合并而成。

## 任期限制
根据《内华达州宪法》第四章第四节规定，该州议会参众议员的任期限制皆为12年。其中众议员一届2年，最多担任6届，而参议员一届4年，最多担任3届。这一限制是以1996年全民公投为依据所确立的。

## 会议及参选资格
内华达州新一届议会会议将会在选举翌年二月的第一个星期一召开，而议会必须在会议召开后第120个历日午夜（太平洋时区）之前宣布休会待续无期。此后议会成员采取的任何立法行动均为无效，除非州长宣布召开特别会议。此外州长亦有义务在会议召开的14天内向议会提交此届议会期间的预算报告。
内华达州议会每两年召开一次会议，均在奇数年举行。该议会与蒙大拿州议会、北达科他州议会和德克萨斯州议会是美国仅有的四个每两年召开一次会议的州议会。
内华达州议会参众两院的候选人均必须年满21周岁，同时必须为美国公民，且需要在内华达州定居超过一年，此外还需要拥有在其所在选区的投票资格。

## 议会地点

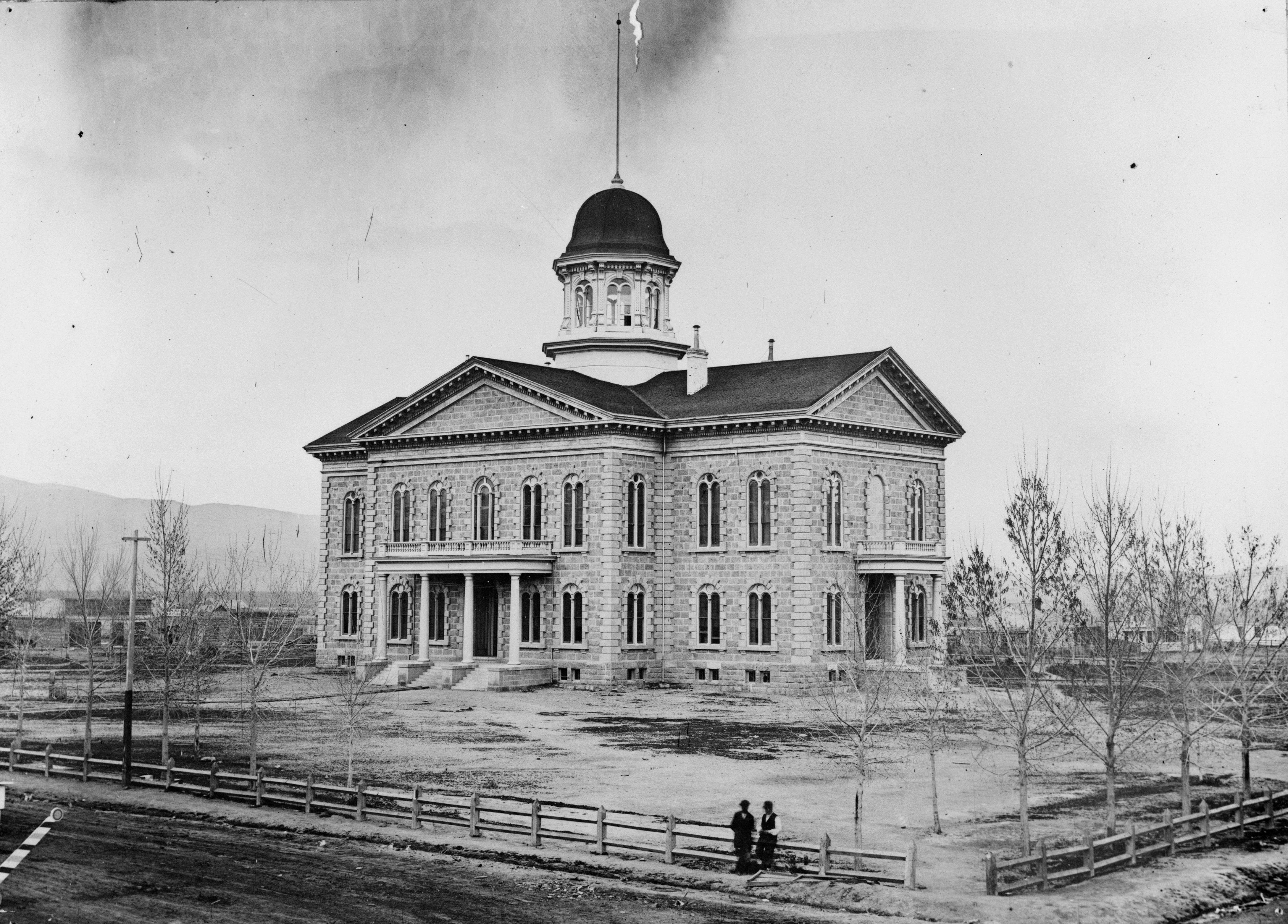
1875年的议会大厦

在内华达州加入联邦的前七年时间里，内华达州议会一直未能找到合适的开会地点。最终议会在1869年通过了建造议会大厦的法案。该法案由州长亨利·G·布拉斯德尔签字生效，并拨款10万美元用于大厦的建设。在建筑师约瑟夫·高斯林的监督下，这栋意大利式建筑于1870年开始动工。议会大厦最终于1971年年中完工，而议会早在其全面完工之前就已迁入。此后内华达州议会一直在这栋建筑内办公，直至1971年才搬迁至位于该栋建筑南边的新议会大厦。不过州长及其他行政官员的办公室依旧位于旧议会大厦，而原先被议会用于召开会议的办公室则成为了博物馆，不过有时也可以用于举行会议。

## 历史
萨迪·赫斯特于1918年当选内华达州议会众议员，是该州历史上第一位女性州议员。而在1920年2月7日内华达州议会举行特别会议批准《美国宪法第十九修正案》期间，这场会议正是由赫斯特所主持的。这一事件使赫斯特成为了该州议会史上第一位主持会议的女性。
2018年12月18日，内华达州成为美国第一个在其立法机构中女性占多数的州。
不过在此之前，其他州议会的单一议院亦曾出现过女性占绝对多数的现象。